# XIII (computerspel)
XIII is een computerspel van het type first-person shooter uitgebracht voor PlayStation 2, GameCube, Xbox, Mac en Windows. Het is gebaseerd op de gelijknamige Belgische stripreeks XIII. Het spel werd ontwikkeld en uitgegeven door Ubisoft en uitgebracht in 2003. De uitgever voor de Mac-versie was Feral Interactive.
Het spel begint in Brighton Beach in Brooklyn, New York waar het hoofdpersonage zwaargewond en met geheugenverlies wakker wordt. Het verhaal volgt grotendeels de verhaallijn van de eerste vijf strips, met kleine aanpassingen en toevoegingen.
Aan het eind van het spel is de verhaallijn nog niet afgelopen, wat ruimte laat voor een vervolg. Maar door slechte verkoopcijfers is dit vervolg er niet gekomen.

## Ontvangst
| Beoordeeld door                | Platform      | Datum            | Score |
| ------------------------------ | ------------- | ---------------- | ----- |
| GameStar (Duitsland)           | Windows       | 30 oktober 2003  | 86%   |
| Press Start Online             | Xbox          | 16 november 2006 | 85%   |
| Retroage                       | Xbox          | 7 mei 2011       | 83%   |
| Gamesmania                     | Windows       | 4 november 2003  | 82%   |
| Computer and Video Games (CVG) | PlayStation 2 | 10 november 2003 | 80%   |
| IGN                            | Xbox          | 24 november 2003 | 80%   |
| GameSpot                       | GameCube      | 4 december 2003  | 64%   |
| GameSpot                       | Xbox          | 4 december 2003  | 64%   |
| Game Revolution                | PlayStation 2 | december 2003    | 58%   |
| Game Shark                     | Windows       | 30 december 2003 | 33%   |